# John Waters (Regisseur)

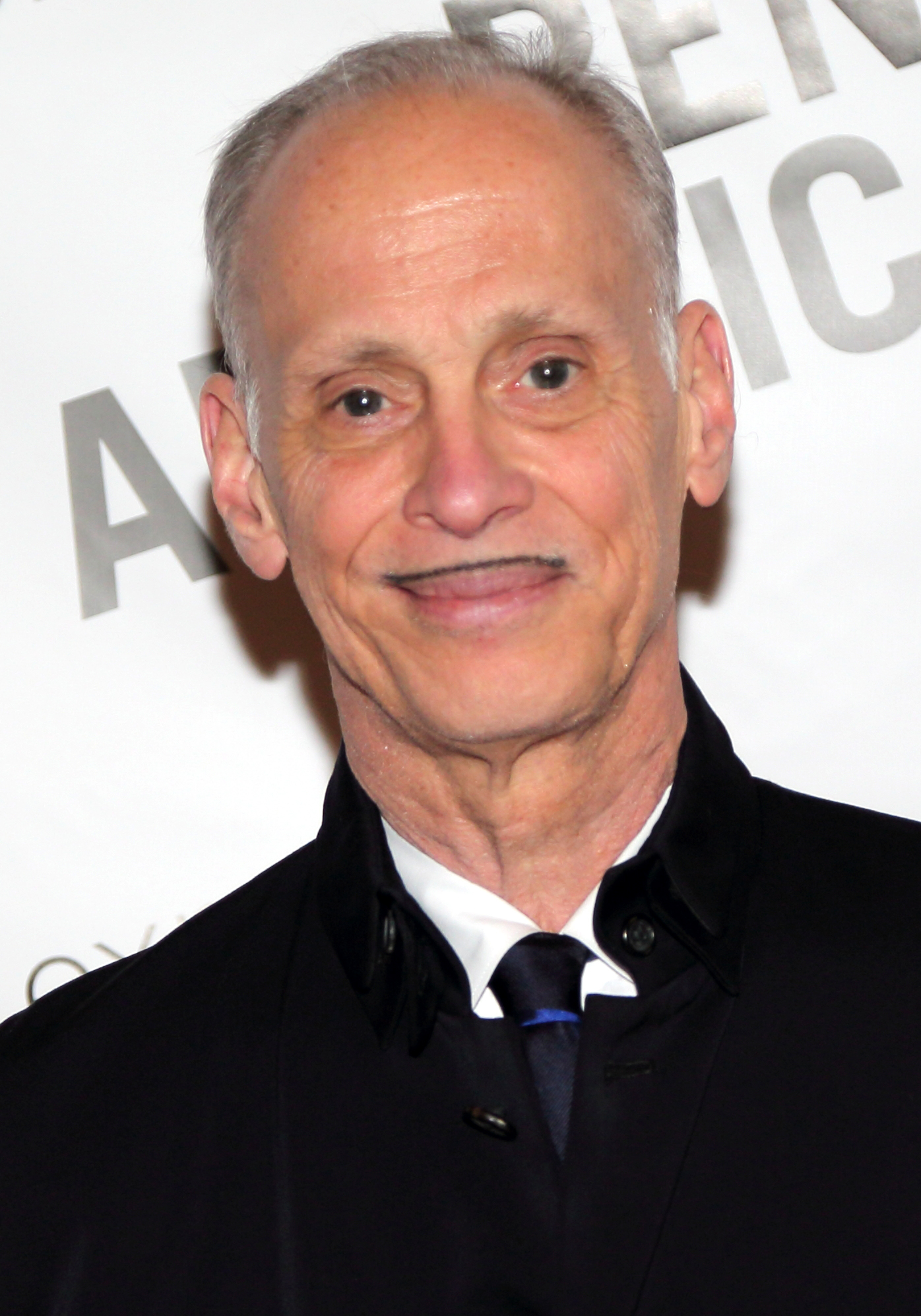
John Waters (2014)

John Waters (* 22. April 1946 in Baltimore, Maryland) ist ein US-amerikanischer Filmregisseur, Autor, Schauspieler und bildender Künstler. Seine Frühwerke wie Pink Flamingos und Female Trouble lösten oft Kontroversen aus, später erreichte er mit Filmen wie Hairspray und Cry-Baby aber auch ein breiteres Publikum. Heute gilt er als einer der wichtigsten künstlerischen Pioniere der Schwulenbewegung. Seine die Grenzen des „guten Geschmacks“ des Bürgertums überschreitenden Filme brachten ihm den Spitznamen „The Pope of Trash“ (Der Papst des Trash) ein.

## Leben und Wirken
John Waters wurde 1946 in eine katholische Familie der oberen Mittelschicht in Baltimore geboren. Seine Eltern Patricia Ann Whitaker (1924–2014) und John Samuel Waters (1916–2008) waren Hersteller von feuersicherer Kleidung. Schon vor seinem Schulabschluss arbeitete er mit Freunden an seinem ersten Kurzfilm Hag in a Black Leather Jacket. Nach einem abgebrochenen Studium an der New York University kehrte er nach Baltimore zurück, wo er weitere radikal wirkende Kurzfilme drehte. Ständiger Hauptdarsteller dieser Kurzfilme war sein enger Freund Glenn Milstead alias Divine, an seiner Seite agierten mit u. a. Edith Massey, Mink Stole, Mary Vivian Pearce, Susan Lowe und David Lochary weitere Freunde von Waters, zusammengenommen wurde diese Gruppe Dreamlanders genannt.
John Waters galt lange Zeit als das „schwarze Schaf“ unter den Filmemachern: Seine frühen Werke, Pink Flamingos (1972), Female Trouble (1974) und Desperate Living (1977), zusammen auch als „Trash-Trilogy“ bekannt, beinhalteten damals oft verpönte und streng tabuisierte sexuelle Themen wie Transgeschlechtlichkeit und Homosexualität, Inzest und Zoophilie, sowie den Ekel des Zuschauers herausfordernde Szenen. Gleichzeitig waren sie Satiren und Angriffe auf die amerikanische Kultur und die bürgerliche Gesellschaftsschicht, aus der Waters selbst stammt.
Die Low-Budget-Filme, deren Budgets im fünfstelligen Dollarbereich lagen, griffen damit viele Elemente der zeitgenössischen Queerkultur vor und lösten damit starke Kontroversen innerhalb des herkömmlichen Kinoverständnisses aus, provozierten die Zensur und – nach Meinung einiger Kritiker – auch die Grenzen des guten Geschmackes. Trotzdem wurden sie insbesondere bei jungen, aufgeschlossenen Kinogängern als Midnight Movies zum Erfolg und schließlich zu Kultfilmen. Heute werden John Waters’ kompromisslose Filme als wegweisende Meilensteine der zeitgenössischen Filmkultur anerkannt und gewürdigt. Waters selbst sieht seine Filme als bewusst gemachte „good bad taste“-Filme und erklärte:

„Für mich dreht sich in der Unterhaltung alles um schlechten Geschmack. Wenn sich jemand während meiner Filme übergibt, ist das wie eine Standing Ovation. Aber man muss sich erinnern, dass es etwas wie guten schlechten Geschmack und schlechten schlechten Geschmack gibt. Es ist einfach, Leute zu ekeln, wenn ich einen Film machen würde, in dem einfach nur 90 Minuten Menschen die Gliedmaßen abgehackt werden, aber das wäre schlechter schlechter Geschmack und nicht sehr stilvoll oder genial. Um schlechten Geschmack zu verstehen, muss man sehr guten Geschmack haben. Guter schlechter Geschmack sollte auf kreative Weise ekelerregend sein und zugleich einen besonders verdrehten Humor haben, der alles andere als universal ist.“

Ab Polyester (1981), einer Satire auf das Kleinstadtleben und Douglas-Sirk-Melodramen, bei der mit Tab Hunter erstmals ein „seriöser“ Schauspieler mitwirkte, wandte sich Waters zunehmend dem filmischen Mainstream zu. Die ekelerregenden Momente in seinen Filmen wurden zunehmend weniger, die Budgets der Filme und die Bekanntheit der Mitwirkenden erhöhte sich, dennoch blieben schrille Momente und die satirischen Spitzen gegen die amerikanische Gesellschaft auch in seinen späteren Filmen bestehen. Hairspray wurde ab 1988 zu einem Publikumserfolg und später auch als Broadway-Musical umgesetzt, das 2003 mit dem Tony Award ausgezeichnet wurde.
Am 7. März 1988, kurz nach der Premiere von Hairspray, starb Waters’ Muse Divine 42-jährig, Edith Massey starb bereits 1984 66-jährig und David Lochary sogar schon 1977 32-jährig, woraufhin die Hauptdarsteller von Waters’ Filmen fortan wechselten, darunter etwa Johnny Depp in Cry-Baby (1990) und Kathleen Turner in Serial Mom – Warum läßt Mama das Morden nicht? (1994). Seit dem Misserfolg seines bisher letzten Filmes A Dirty Shame im Jahr 2004 konzentriert sich Waters auf seine anderen Betätigungsfelder, auch da ihm die Finanzierung eines neuen Films schwerfällt. Dazu äußerte er in einem Interview 2017:

„Sie wollen alle, dass du einen Film für unter einer Million Dollar machst, was ich nicht will. Ich will mit 70 Jahren kein vorgeblich radikaler Filmemacher mehr sein. Ich hab das gemacht. Ich muss es nicht nochmal machen.“

Waters stand bereits mehrfach für Film- und Fernsehproduktionen anderer Regisseure vor der Kamera. In der Simpsons-Episode Homer's Phobia spielte er eine fiktionalisierte Version von sich selbst. Zudem betätigt er sich seit den 1990er-Jahren auch als Fotograf und bildender Künstler. Der Großteil seiner Fotos besteht aus vom Fernseher abfotografierten, teilweise überarbeiteten und mit anderen rekombinierten Bildern aus seinen Lieblingsfilmen. Auf anderen Bildern hat er sein Gesicht so bearbeitet, wie er aussehen würde, wenn er Schönheitsoperationen hinter sich hätte. 2004 stellte John Waters seine Werke im Fotomuseum Winterthur aus. Ebenfalls betätigt sich Waters als Stand-Up-Komiker und Autor, und hat seit den frühen 1980er-Jahren rund zehn Bücher veröffentlicht. 2012 veröffentlichte er das Reisebuch Carsick, in dem er von seinen Erfahrungen als Tramper quer durch die Vereinigten Staaten berichtet.
2019 wurde er auf dem Locarno Festival mit dem Ehrenleoparden für sein Lebenswerk ausgezeichnet. Im September 2023 erhielt er einen Stern auf dem Hollywood Walk of Fame in der Kategorie Film. Waters ist offen schwul und setzt sich für die Rechte Homosexueller ein. Er lebt in seiner Heimatstadt Baltimore, hat aber weitere Wohnsitze in anderen Orten in den USA.

## Filmografie
Als Regisseur und Drehbuchautor

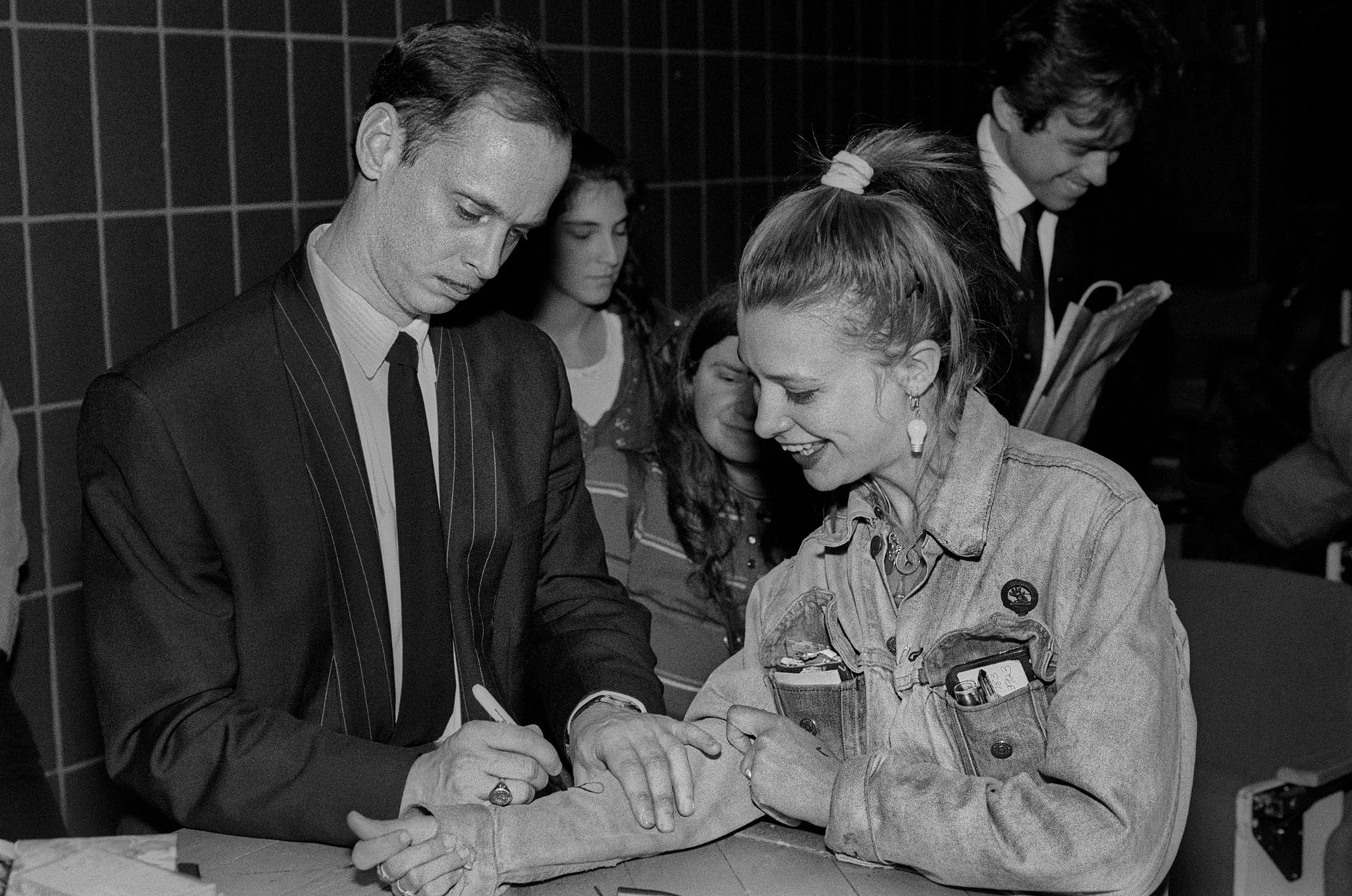
John Waters bei einer Autogrammstunde (1990)

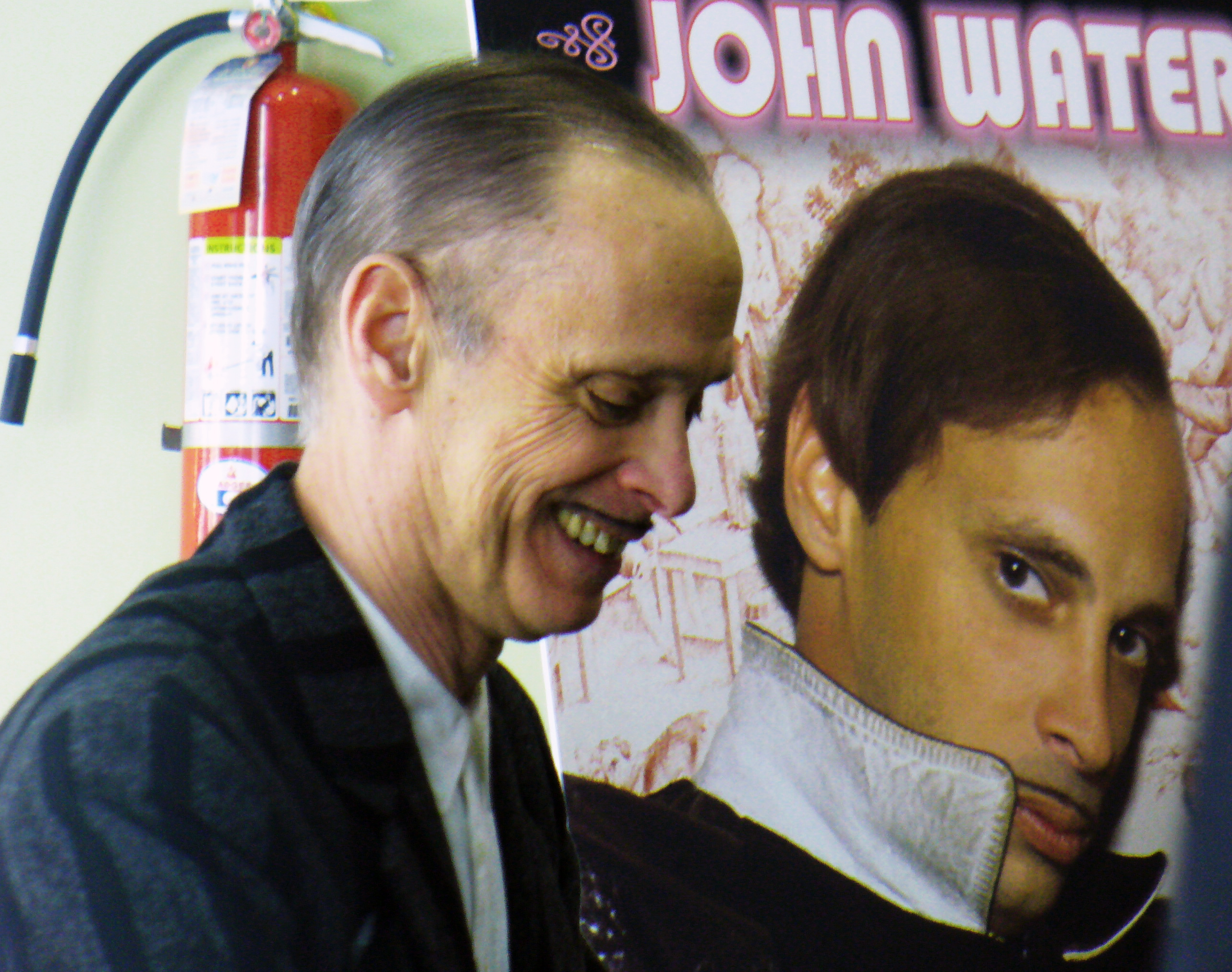
John Waters (2007)

- 1964: Hag in a Black Leather Jacket (8 mm)
- 1966: Roman Candles (8 mm)
- 1968: Eat Your Makeup (16 mm)
- 1969: Mondo Trasho (16 mm)
- 1969: The Diane Linkletter Story (16 mm)
- 1970: Multiple Maniacs (16 mm)
- 1972: Pink Flamingos (16 & 35 mm)
- 1974: Female Trouble (16 & 35 mm)
- 1977: Desperate Living (16 & 35 mm)
- 1981: Polyester (35 mm)
- 1988: Hairspray (35 mm)
- 1990: Cry-Baby (35 mm)
- 1994: Serial Mom – Warum läßt Mama das Morden nicht? (Serial Mom) (35 mm)
- 1998: John Waters’ Pecker (35 mm)
- 2000: Cecil B. (Cecil B. Demented) (35 mm)
- 2004: A Dirty Shame (35 mm)

Als Schauspieler (Auswahl)
- 1969: Mondo Trasho (Stimme)
- 1972: Pink Flamingos (Stimme)
- 1986: Gefährliche Freundin (Something Wild)
- 1988: Hairspray
- 1989: Homer und Eddie (Homer and Eddie)
- 1990: 21 Jump Street – Tatort Klassenzimmer (21 Jump Street, Fernsehserie, Folge 4x18)
- 1993, 1995: Homicide (Homicide: Life on the Street, Fernsehserie, 2 Folgen)
- 1994: Serial Mom – Warum läßt Mama das Morden nicht? (Serial Mom, Stimme)
- 1994: Danielle Steels Familienbilder (Family Album, Miniserie)
- 1997: Die Simpsons (The Simpsons, Folge Homer und gewisse Ängste, Stimme)
- 1998: John Waters’ Pecker (Pecker, Stimme)
- 1999: Sweet and Lowdown
- 2000: Cecil B. (Cecil B. Demented)
- 2002: Blood Feast 2: All U Can Eat
- 2004: Chuckys Baby (Seed of Chucky)
- 2006: This Filthy World (Videoaufzeichnung von Soloperformance)
- 2006–2007: ’Til Death Do Us Part (Fernsehserie, 14 Folgen)
- 2007: My Name Is Earl (Fernsehserie, Folge 2x14)
- 2007: Hairspray (Cameo-Auftritt)
- 2012: Excision
- 2014: Suburban Gothic (als Darsteller)
- 2015: Alvin und die Chipmunks: Road Chip (Alvin and the Chipmunks: Road Chip) (Cameo)
- 2017: Feud – Die Feindschaft zwischen Bette und Joan (Feud: Bette and Joan, Fernsehserie, Folge Hagsploitation)
- 2018: The Blacklist (Fernsehserie, Folge Sutton Ross) (Cameo)
- 2018: Mugworth
- 2020, 2021: Law & Order: Special Victims Unit (Fernsehserie, 2 Folgen)
- 2022: The Marvelous Mrs. Maisel (Fernsehserie, Folge 4x04)
- 2024: Chucky (Fernsehserie, Folge 3x08)

## Bibliografie
- 1981: Shock Value
- 1987: Crackpot
- 1988: Pink Flamingoes and Other Filth: Three Screenplays by John Waters
- 1988: Hairspray, Female Trouble, and Multiple Maniacs: Three More Screenplays
- 1997: Director’s Cut
- 2003: Art: A Sex Book (mit Bruce Hainley)
- 2006: Unwatchable
- 2010: Role Models[12]
- 2014: Carsick
  - deutsch: Carsick. Meine unglaubliche Reise per Anhalter durch Amerika. Ullstein Extra, Berlin 2015, ISBN 978-3-86493-033-1
- 2019: Mr. Know-It-All: The Tarnished Wisdom of a Filth Elder

## Auszeichnungen (Auswahl)
- 2019: Pardo d’onore (Ehrenleopard) des Locarno Festival[13][14]